# 너 없인 살 수 없어
《너 없인 살 수 없어》(불능몰유니, 중국어: 不能沒有你, 병음: bùnéngméiyǒunǐ 부넝메이유니[*])는 2009년 제작된 영화이다. 대만의 영화 배우 다이리런(대립인, 戴立忍)의 두 번째 감독 작품이다. 2003년 대만에서 실제 발생했던 사건을 다룬 영화이다. 이 영화는 흑백 영화이다. 대만의 금마장에서 작품상 등 4개 부문을 수상했다.

## 줄거리
가난한 하카족 항만 노동자인 리우슝은 일곱 살 된 딸의 양육권을 되찾기 위해 고군분투한다. 딸을 되찾는 데 실패하고 절망에 빠진 그는 딸과 함께 다리에서 뛰어내리겠다고 위협하며 극은 시작된다. 영화는 시간 순서대로 진행되지 않고, 중간 지점에서부터 시작되는 특이한 구조를 가지고 있다. 이야기가 진행되면서 리우슝(실제 영화의 공동 각본가이자 첫 연기를 맡은 아키라 첸이 연기)은 복잡한 관료주의의 덫에 걸려든다. 그는 정부 기관의 보호 시설에 있는 딸을 되찾기 위해 할 수 있는 모든 것을 다하지만, 그 과정은 쉽지 않다. 영화는 아버지와 딸 사이의 애틋한 사랑과 함께, 사회 시스템의 부조리함과 개인의 무력함을 보여준다.

## 영화 정보
- 원제 '불능몰유니'(不能沒有你)는 '너 없인 살 수 없어'라는 뜻이다.
- 2003년 대만의 한 홀아비가 어린 딸을 안고 육교에서 뛰어내린 사건을 다룬 뉴스 기사를 보고 대립인 감독이 영화로 만들었다.
- 대립인 감독은 연기 경력이 없는 진문빈과 조우훤을 주인공으로 캐스팅하였다.

## 출연진
- 진문빈(陳文彬) : 아버지 역
- 조우훤(趙佑萱) : 딸 역

## 제작진
- 제작: 光之路有限公司, 派對園電影有限公司
- 배급(대만): 原子映象有限公司
- 감독: 대립인

## 수상
- 2009년 46회 금마장 작품상, 감독상, 각본상, 올해의 대만영화상 등 4개 부문을 수상했다.